# لاندا اسکنه
لاندا اسکنه یک ستاره است که در صورت فلکی اسکنه قرار دارد.